# Nazionale maschile di hockey su prato del Sudafrica
La nazionale di hockey su prato del Sudafrica è la squadra di hockey su prato rappresentativa del Sudafrica ed è posta sotto la giurisdizione della South African Hockey Association.

## Partecipazioni

### Mondiali
- 1971 – non partecipa
- 1973 – non partecipa
- 1975 – non partecipa
- 1978 – non partecipa
- 1982 – non partecipa
- 1986 – non partecipa
- 1990 – non partecipa
- 1994 – 10º posto
- 1998 – non partecipa
- 2002 – 13º posto
- 2006 – 12º posto
- 2010 – 10º posto
- 2014 – 11º posto
- 2018 – 16º posto

### Olimpiadi
- 1908-1992 – non partecipa
- 1996 – 10º posto
- 2000 – non partecipa
- 2004 – 10º posto
- 2008 – 12º posto
- 2012 – 11º posto
- 2016 – non partecipa
- 2020 – 10º posto

### Champions Trophy
- 1978-1989 – ?
- 1990-2018 – non partecipa

### Hockey African Cup of Nations
- 1993 – Campione
- 1996 – Campione
- 2000 – Campione
- 2005 – Campione
- 2009 – Campione
- 2013 – Campione
- 2017 – Campione
- 2022 – Campione